# Mudam-se os tempos, mudam-se as vontades
Mudam-se os tempos, mudam-se as vontades é o primeiro álbum de originais de José Mário Branco, editado em 1971 pela Sasseti - Guilda da Música. O álbum foi gravado no Strawberry Studio, no castelo de Hérouville, em França, durante os anos de exílio do cantautor. É considerado um dos mais importantes álbuns da música portuguesa e da canção de intervenção.

## História
Foi José Afonso, que José Mário Branco conheceu num espectáculo em Paris no ano de 1969, que levou a maqueta de gravação do álbum para Lisboa e a apresentou às editoras Orfeu e Sasseti. Ambas mostraram interesse na publicação do LP, mas a escolha de José Mário Branco recairia sobre a Sasseti. 
O álbum foi apresentado a 27 de Novembro de 1971 no Cinema Roma em Lisboa, pelo programa radiofónico Página Um que o transmitiu em direto. Foi bem recebido pela crítica portuguesa, despertando assim a atenção para o jovem cantor em começo de carreira, e a primeira edição do LP esgotou rapidamente, vendendo-se cinco mil exemplares.
O álbum teve a participação de Sérgio Godinho, que foi o autor da letra de quatro canções presentes no álbum. No ano seguinte, José Mário Branco participaria nos arranjos e direção no álbum de estreia de Sérgio Godinho, “Os sobreviventes” (1972), gravado também no castelo de Hérouville, em Paris.

## Alinhamento
Lado A
| N.º            | Título                               | Compositor(es)    | Letra           | Duração |  |
| 1.             | "Abertura (Gare d’Austerlitz)"       | José Mário Branco |                 | 2:30    |  |
| 2.             | "Cantiga para pedir dois tostões"    | José Mário Branco | Sérgio Godinho  | 4:32    |  |
| 3.             | "Cantiga do fogo e da guerra"        | José Mário Branco | Sérgio Godinho  | 2:55    |  |
| 4.             | "O charlatão"                        | José Mário Branco | Sérgio Godinho  | 4:12    |  |
| 5.             | "Queixa das almas jovens censuradas" | José Mário Branco | Natália Correia | 4:10    |  |
| Duração total: | Duração total:                       | Duração total:    | Duração total:  | 0:17:39 |  |

Lado B
| N.º            | Título                                     | Compositor(es)    | Letra                              | Duração |  |
| 1.             | "Nevoeiro"                                 | José Mário Branco | José Mário Branco                  | 4:05    |  |
| 2.             | "Mariazinha"                               | José Mário Branco | José Mário Branco                  | 4:15    |  |
| 3.             | "Casa comigo Marta"                        | José Mário Branco | Sérgio Godinho                     | 2:22    |  |
| 4.             | "Perfilados de medo"                       | José Mário Branco | Alexandre O'Neill                  | 7:05    |  |
| 5.             | "Mudam-se os tempos, mudam-se as vontades" | Jean Sommer       | Luís de Camões e José Mário Branco | 2:51    |  |
| Duração total: | Duração total:                             | Duração total:    | Duração total:                     | 0:19:98 |  |